# 荒木遼太郎
荒木 遼太郎（あらき りょうたろう、2002年1月29日 - ）は、熊本県山鹿市出身のプロサッカー選手。Jリーグ・鹿島アントラーズ所属。ポジションはミッドフィールダー（トップ下）。元日本代表。

## 来歴

### プロ入り前
熊本県出身でロアッソ熊本ジュニアユースに入団し頭角を現した。ユースへの昇格はせず、東福岡高等学校へ進学。本職はトップ下だったがアンカーとしてもプレーを始める。3年生になると主将として背番号10を付け、2019年10月に、2020年シーズンからの鹿島アントラーズへの入団が決定した。

### 鹿島アントラーズ
2020年より鹿島アントラーズに入団した。入団後の2020年2月16日、ルヴァンカップ開幕戦の対名古屋グランパス戦でプロデビューを果たした。続く2月23日、明治安田生命J1リーグ開幕戦の対サンフレッチェ広島戦では後半から途中交代出場。リーグ戦でもデビューのピッチを踏み、内田篤人以来となる高卒1年目での開幕戦出場を記録した。8月16日、第10節のヴィッセル神戸戦でプロ入り初ゴールを決めた。
2021年シーズンは背番号を13に変更。3月10日の第3節・湘南ベルマーレ戦では2試合連続ゴールを決めた。続く3月13日、第4節のサンフレッチェ広島戦では10代選手では城彰二以来27年ぶりとなる3試合連続ゴールを決めた。11月3日、第34節のサンフレッチェ広島ではPKからゴールを決め、こちらも城彰二以来史上2人目となる10代選手での2桁得点を達成した。2021シーズンは10ゴール7アシストと大活躍。これが評価され、鹿島としては安部裕葵以来3年ぶり4人目のベストヤングプレーヤー賞を受賞した。
2022シーズンからは度重なる監督交代などの影響もあり、出場機会が激減した。

### FC東京
2024年、出場機会を求めてFC東京に期限付き移籍をした。背番号は71。チームのエースとしてリーグ戦29試合7ゴールの活躍を見せ、復活を果たした。

### 鹿島アントラーズ復帰
2025年1月5日、FC東京への契約期間満了に伴い、鹿島アントラーズへ復帰することが発表された。背番号はFC東京時代と同じ71番。

### 日本代表
2018年に行われたAFC U-16選手権ではU-16日本代表の主力として優勝に貢献。
2021年12月7日、翌年1月に行われるキリンチャレンジカップ2022の日本代表メンバーに初選出された。

## プレースタイル
トップ下でプレーする荒木はピッチのどこにでも顔を出し、味方からボールを引き出して良いパスを展開する「チームの心臓」であると評価されており、本人もトップ下だとプレーしやすいと語っている。

## 人物
サッカーダイジェストWebにて二人の元日本代表、名良橋晃と岩本輝雄が「荒木遼太郎は天才と呼べるのか？」というテーマで対談し、名良橋は「基本的になんでもできるプレーヤーなので、天才の部類に入れていい」「サイドラインを背負ってのプレーはまだ窮屈に感じるけど、そこを修正してひと皮剥ければ飛躍できる」と評し、岩本は「荒木は起用ポジションで見え方が変わる」「５月の川崎戦、左サイドハーフだった前半は守備に引っ張られて持ち味をほとんど出せなかったが、中央にポジションを移してからは天才的だった」「ファーストタッチが素晴らしいから、時間をかけずにキュッと前を向いてバイタルエリアで勝負できる。ミスもあるけど、バイタル付近であそこまで良いプレーをしている選手はJリーグの中でそういない。ボールタッチは、本当に天才肌。パスを出すタイミングについては改善の余地があるけど、天才の部類に入るかな、“トップ下の荒木”は」と評している。両氏は共に荒木の適性がトップ下である、と語った。

## 所属クラブ
- FCドミンゴ鹿央
- シャルムFC熊本
- ロアッソ熊本ジュニアユース
- 東福岡高等学校
- 2020年 -  鹿島アントラーズ
  - 2024年  FC東京 (期限付き移籍)

## 個人成績
| 国内大会個人成績 | 国内大会個人成績 | 国内大会個人成績 | 国内大会個人成績 | 国内大会個人成績 | 国内大会個人成績 | 国内大会個人成績 | 国内大会個人成績 | 国内大会個人成績 | 国内大会個人成績 | 国内大会個人成績 | 国内大会個人成績 |
| 年度             | クラブ           | 背番号           | リーグ           | リーグ戦         | リーグ戦         | リーグ杯         | リーグ杯         | オープン杯       | オープン杯       | 期間通算         | 期間通算         |
| 年度             | クラブ           | 背番号           | リーグ           | 出場             | 得点             | 出場             | 得点             | 出場             | 得点             | 出場             | 得点             |
| 日本             | 日本             | 日本             | 日本             | リーグ戦         | リーグ戦         | リーグ杯         | リーグ杯         | 天皇杯           | 天皇杯           | 期間通算         | 期間通算         |
| ---------------- | ---------------- | ---------------- | ---------------- | ---------------- | ---------------- | ---------------- | ---------------- | ---------------- | ---------------- | ---------------- | ---------------- |
| 2020             | 鹿島             | 26               | J1               | 26               | 2                | 3                | 0                | -                | -                | 29               | 2                |
| 2021             | 鹿島             | 13               | J1               | 36               | 10               | 7                | 2                | 3                | 1                | 46               | 13               |
| 2022             | 鹿島             | 10               | J1               | 13               | 1                | 4                | 0                | 0                | 0                | 17               | 1                |
| 2023             | 鹿島             | 10               | J1               | 13               | 0                | 5                | 1                | 2                | 0                | 20               | 1                |
| 2024             | FC東京           | 71               | J1               | 29               | 7                | 1                | 0                | 1                | 0                | 31               | 7                |
| 通算             | 日本             | 日本             | J1               | 117              | 20               | 20               | 3                | 6                | 1                | 143              | 24               |
| 総通算           | 総通算           | 総通算           | 総通算           | 117              | 20               | 20               | 3                | 6                | 1                | 143              | 24               |

## タイトル

### 代表
U-16日本代表
- AFC U-16選手権（2018年）

U-21日本代表
- ドバイカップU-23 (2022年)

U-23日本代表
- AFC U23アジアカップ（2024年）

### 個人
- J1リーグ・ベストヤングプレーヤー賞（2021年）

## 代表歴
- U-15日本代表
  - スポーツ・フォー・トゥモロー(SFT)プログラム 南アジア・日本U-16サッカー交流（2017年）
  - 中国遠征（2017年）
  - AFC U-16選手権・予選（2017年）
- U-16日本代表
  - UAE遠征（2018年）
  - AFC U-16選手権（2018年）
- U-17日本代表
  - アルゼンチン遠征（2019年）
- U-19日本代表
  - 千葉キャンプ（2020年）
- U-20日本代表
  - 千葉キャンプ（2021年）
- U-21日本代表
  - ドバイカップU-23（2022年）
- U-23日本代表
  - AFC U23アジアカップ2024（2024年）
  - パリオリンピック2024（2024年）
- 日本代表
  - キリンチャレンジカップ（2022年）